# Phare du Fort de Santa Cruz
Le phare du Fort de Santa Cruz (en portugais : Farol da Fortaleza de Santa Cruz) est un phare situé sur le Fort de Santa Cruz da Barra, dans la Baie de Guanabara à Rio de Janeiro, dans l'État de Rio de Janeiro - (Brésil).
Ce phare est la propriété de la Marine brésilienne et il est géré par le Centro de Sinalização Náutica e Reparos Almirante Moraes Rego (CAMR) au sein de la Direction de l'Hydrographie et de la Navigation (DHN).

## Histoire
C'est une tour carrée en maçonnerie de 6 m, avec une lanterne hexagonale. Elle est érigée au plus haut de la forteresse. ce feu marque la partie orientale de la baie de Guanabara menant au port de Rio de Janeiro. Elle est peinte en blanc.
Ce feu isophase émet, à une hauteur focale de 26 m, un éclat rouge toutes les 2 secondes. Sa portée est de 14 milles nautiques (environ 26 km).
Le Fort est classé Patrimoine historique national depuis 1939.
Identifiant : ARLHS : BRA094 ; BR2432 - Amirauté : G0367 - NGA :18380.

## Caractéristique dufeu maritime
- Fréquence sur 2 secondes : (Isophase R)
  - Lumière : 1 seconde
  - Obscurité : 1 seconde

|                       |
| Le fort de Santa Cruz |

|          |
| Le phare |

### Lien connexe
- Liste des phares du Brésil